# Dörte Horn

Dörte Horn (2024)

Dörte Horn (* 1978 in Deutschland) ist eine Kommunikationsexpertin und Journalistin in der Schweiz. Bekannt wurde sie vor allem als Kinderbuchautorin, die mit verschiedenen deutschen Illustratoren zusammengearbeitet hat.

## „Bagger Ben“-Reihe
Als Kinderbuchautorin ist Dörte Horn insbesondere für die „Bagger Ben“-Reihe bekannt, die seit 2016 im Kölner Lingen Verlag erscheint und international, unter anderem in China und Korea, lizenziert wurde. Die Idee zu „Bagger Ben“ entstand durch ihren baggerbegeisterten Sohn, der sie dazu inspirierte, Baustellenfahrzeuge in Geschichten zum Leben zu erwecken. Die Buchreihe erscheint in Zusammenarbeit mit dem Illustrator und Art Direktor Philipp Stampe aus Hamburg.
„Bagger Ben“ wurde auf Englisch unter dem Titel „Sleep Tight, Digger Dan“ erstmals in Australien veröffentlicht.
Im Dezember 2024 wurde das erste Buch der Bagger Ben Reihe als Hörspiel von Universal Deutschland / Karussell herausgebracht. Weitere Hörspiele aus der Bagger Ben Serie folgten.

## Mediensprecherin
2005/2006 war Dörte Horn als Mediensprecherin für die Segelmannschaft United Internet Team Germany tätig, das am America’s Cup teilnahm. In dieser Rolle war sie verantwortlich für die Kommunikation zwischen dem Team und der Öffentlichkeit, koordinierte Pressemitteilungen und organisierte Medienveranstaltungen, um die Präsenz und das Image des Teams zu fördern. Das United Internet Team Germany repräsentierte den Deutschen Challenger Yacht Club und nahm am Louis Vuitton Cup 2007 teil, der als Qualifikationsserie für den America’s Cup diente.
Nach ihrer Zeit im Segelsport wechselte Dörte Horn in die Unternehmenskommunikation und lebte lange mit ihrer Familie in Australien, bevor sie 2015 in die Schweiz zog. Parallel zu ihrer Karriere in der Unternehmenskommunikation widmet sich Dörte Horn seit 2010 dem Schreiben von Kinderbüchern. Sie lebt mit ihren zwei Kindern in Bern.

## Publikationen
- Sleep tight, Digger Dan! (publiziert 2014 / Little Black Press, Melbourne, Australia), Illustrator: Philipp Stampe[6][7]
- Schlaf gut, Bagger Ben! (publiziert 2016 / Lingen Verlag, Köln), Illustrator: Philipp Stampe[8][9]
- Ein neuer Freund für Bagger Ben! (publiziert 2018 / Lingen Verlag, Köln), Illustrator: Philipp Stampe[10][11]
- Bagger Ben feiert Geburtstag! (publiziert 2019 / Lingen Verlag, Köln), Illustrator: Philipp Stampe[12][13]
- Bagger Ben im Fussballfieber (publiziert August 2023 / Lingen Verlag, Köln), Illustrator: Philipp Stampe[14][15]
- Bagger Ben rettet Weihnachten (publiziert August 2024 / Lingen Verlag, Köln),  Illustrator: Philipp Stampe[16]
- Wer gähnt denn da? (publiziert 2021 / Lingen Verlag, Köln), Illustrator: Philipp Stampe[17][18]
- Ab ins Bett, Matti Moped! Eine Gutenacht-Geschichte aus der grossen Stadt (publiziert 2023 / Lingen Verlag, Köln), Illustratorin: Sarah Engelhardt[19]
- Mein ADAC Wimmelbuch (publiziert 2023 / Lingen Verlag, Köln), Illustrator: Gabriel Racsmany[20]
- Helden im Einsatz: Finn, Floppy und die gelben Engel – Die Bergrettung (publiziert Januar 2023 / Lingen Verlag, Köln)[21]